# Done with Mirrors
Done with Mirrors (англ. «Довольно зеркал» или «Делается с зеркалами») — восьмой студийный альбом американской рок-группы Aerosmith, был издан в ноябре 1985 года. Диск ознаменовал возвращение в группу гитаристов Джо Перри и Брэда Уитфорда, покинувших коллектив в 1979 и 1981 годах соответственно. Кроме того, это был первый альбом «Смитов» на новом лейбле — Geffen Records.
Джоуи Крамер, который был гостем на шоу VH1 Classic, выразил свою неприязнь к альбому, утверждая, что: «группа так и не довела его „до ума“». Джо Перри так же пренебрежительно высказался о пластинке, заявив, что ему: «действительно не нравится этот альбом».
В названии альбома заложен двойной смысл, как в отношении иллюзий, которые «делаются с зеркалами» (англ. «done with mirrors») — намёк на реверсную обложку, так и в отказе музыкантов от употребления наркотиков, таких как кокаин, который традиционно употребляют с поверхности зеркала («довольно зеркал»).

## Список композиций
| №                   | Название                                      | Автор(ы)                                                           | Длительность |
| ------------------- | --------------------------------------------- | ------------------------------------------------------------------ | ------------ |
| 1.                  | «Let the Music Do the Talking»                | Джо Перри                                                          | 3:48         |
| 2.                  | «My Fist Your Face»                           | Стивен Тайлер, Джо Перри                                           | 4:23         |
| 3.                  | «Shame on You»                                | Стивен Тайлер                                                      | 3:22         |
| 4.                  | «The Reason a Dog»                            | Стивен Тайлер, Том Хэмилтон                                        | 4:13         |
| 5.                  | «Shela»                                       | Стивен Тайлер, Брэд Уитфорд                                        | 4:25         |
| 6.                  | «Gypsy Boots»                                 | Джо Перри, Стивен Тайлер                                           | 4:16         |
| 7.                  | «She’s on Fire»                               | Стивен Тайлер, Джо Перри                                           | 3:47         |
| 8.                  | «The Hop»                                     | Стивен Тайлер, Том Хэмилтон, Джоуи Крамер, Джо Перри, Брэд Уитфорд | 3:45         |
| 9.                  | «Darkness» (отсутствует на виниловом издании) | Стивен Тайлер                                                      | 3:43         |
| Общая длительность: | Общая длительность:                           | Общая длительность:                                                | 35:43        |

## Участники записи
Aerosmith
- Стивен Тайлер — вокал
- Джо Перри — гитара, бэк-вокал
- Брэд Уитфорд — гитара
- Том Хэмилтон — бас-гитара
- Джоуи Крамер — ударные

технический персонал
- Тед Темплман[англ.] — продюсер
- Джефф Хендриксон — звукорежиссёр
- Том Сайз — 1-й ассистент звукорежиссёра
- Гэри Риндфус — 2-й ассистент звукорежиссёра
- Стэн Катаяма — 3-й ассистент звукорежиссёра
- Хоуи Вайнберг[англ.] — аналоговый мастеринг-инженер
- Кен Кэйллат[англ.] — цифровой мастеринг-инженер
- Джоан Паркер — координатор производственного процесса
- Джей Форчун — сборщик оборудования группы № 1
- Тоби Фрэнсис — сборщик оборудования группы № 2
- Патрик О’Нил — сборщик оборудования группы № 3
- Джефф Кент Айерофф[англ.] — концепция обложки пластинки
- Норман Мур — художественное оформление и дизайн
- Джим Ши — фотограф

## Позиции в хит-парадах
Альбом
| Название чарта | Наивысшая позиция | Пребывание в чарте | Источник(и)          |
| -------------- | ----------------- | ------------------ | -------------------- |
| RPM 100 Albums | 72                | 9 недель           | [ 20 ] [ 21 ] [ 22 ] |
| Billboard 200  | 36                | 28 недель          | [ 23 ]               |

Синглы
| Название сингла                | Название чарта             | Наивысшая позиция | Пребывание в чарте | Источник(и) |
| ------------------------------ | -------------------------- | ----------------- | ------------------ | ----------- |
| «Shela»                        | Hot Mainstream Rock Tracks | 20                | 10 недель          | [ 24 ]      |
| «Let the Music Do the Talking» | Hot Mainstream Rock Tracks | 18                | 10 недель          | [ 25 ]      |

## Сертификация
| Регион                                                      | Сертификация | Продажи  |
| ----------------------------------------------------------- | ------------ | -------- |
| США (RIAA)                                                  | Золотой      | 500 000^ |
| ^ Данные о тиражах приведены только на основе сертификации. |              |          |